# Bebrykowicz
Bebrykowicz – polski herb szlachecki, odmiana herbu Prus.

## Opis herbu
Na tarczy dzielonej w krzyż w polu I, czerwonym półtorakrzyż srebrny. W polu II, krzyż srebrny, którego dłuższe ramię przeszyte takąż strzałą w prawo. W polu III, czerwonym, serce srebrne, na którym trzy takież róże. W polu IV, czerwonym półtorakrzyż srebrny między dwoma takimiż kosami ostrzami do siebie, złączonymi u dołu. Klejnot: Pięć piór strusich. Labry: Czerwone, podbite srebrem.

## Symbolika
Jest to przykład czteropolowego herbu genealogicznego. Na jego podstawie można odczytać, że ojciec posiadacza pieczętował się herbem Prus (I pole), zaś babka ojczysta herbem Przyjaciel XII (IV pole) z odmienioną tynkturą pola z błękitnego na czerwone. Niepewne są herby matki (II pole) i babki macierzystej (III pole). Godło z pola II to odwrócone do góry nogami godło herbu Koryzna, zaś z pola III wygląda jak zniekształcone godło herbów Misiewski, Olszowski, bądź Prus II.

## Najwcześniejsze wzmianki
Dokument z 1752 roku.

## Herbowni
Bebrykowicz.